# Élections législatives de 1914 dans la Haute-Garonne
 (juillet 2025).
Si vous disposez d'ouvrages ou d'articles de référence ou si vous connaissez des sites web de qualité traitant du thème abordé ici, merci de compléter l'article en donnant les références utiles à sa vérifiabilité et en les liant à la section « Notes et références ».
Les élections législatives de 1914 ont eu lieu les 26 avril et 10 mai 1914.

## Élus
Les élus des élections législatives de 1914 dans la Haute-Garonne sont, :
|   | Circonscription      | Député sortant |  | Groupe parlementaire | Député élu           |  | Groupe parlementaire                |
| - | -------------------- | -------------- |  | -------------------- | -------------------- |  | ----------------------------------- |
| 1 | Muret                |                |  |                      | Vincent Auriol       |  | Parti socialiste                    |
| 2 | 1re de Saint-Gaudens |                |  |                      | Laurent Cazassus     |  | Parti radical et radical-socialiste |
| 3 | 2e de Saint-Gaudens  |                |  |                      | Joseph Ribet         |  | Gauche radicale                     |
| 4 | 1re de Toulouse      |                |  |                      | Albert Bedouce       |  | Parti socialiste                    |
| 5 | 2e de Toulouse       |                |  |                      | Antoine Ellen-Prévot |  | Parti socialiste                    |
| 6 | 3e de Toulouse       |                |  |                      | Jean Cruppi          |  | Parti radical et radical-socialiste |
| 7 | Villefranche         |                |  |                      | Pierre Bélinguier    |  | Parti radical et radical-socialiste |

## Résultats à l'échelle du département
| Partis         | Partis                                           | Premier tour | Premier tour | Deuxième tour | Deuxième tour | Sièges |
| Partis         | Partis                                           | Voix         | %            | Voix          | %             | Sièges |
| -------------- | ------------------------------------------------ | ------------ | ------------ | ------------- | ------------- | ------ |
|                | Parti républicain, radical et radical-socialiste | 48 561       | 44,96        | 38 105        | 46,80         | 3      |
|                | Section française de l'Internationale ouvrière   | 27 624       | 25,57        | 28 317        | 34,78         | 3      |
|                | Action libérale populaire                        | 15 742       | 14,57        | 6 904         | 8,48          | 0      |
|                | Radicaux indépendants                            | 7 921        | 7,33         |               |               | 1      |
|                | Fédération républicaine                          | 4 028        | 3,73         | 5 569         | 6,84          | 0      |
|                | Droite                                           | 2 932        | 2,71         | 2 471         | 3,03          | 0      |
|                | Parti républicain-socialiste                     | 1 098        | 1,02         |               |               | 0      |
|                | Divers                                           | 108          | 0,10         | 51            | 0,06          | 0      |
|                |                                                  |              |              |               |               |        |
| Inscrits       | Inscrits                                         | 141 971      | 100,00       | 107 818       | 100,00        | 7      |
| Votants        | Votants                                          | 110 156      | 77,59        | 83 266        | 77,23         |        |
| Abstention     | Abstention                                       | 31 815       | 22,41        | 24 552        | 22,77         |        |
| Blancs et nuls | Blancs et nuls                                   | 2 142        | 1,94         | 1 849         | 2,22          |        |
| Exprimés       | Exprimés                                         | 108 014      | 98,06        | 81 417        | 97,78         |        |

## Résultats par arrondissement

### Arrondissement de Muret
| Candidats      | Candidats      | Étiquette      | Premier tour | Premier tour | Deuxième tour | Deuxième tour |
| Candidats      | Candidats      | Étiquette      | Voix         | %            | Voix          | %             |
| -------------- | -------------- | -------------- | ------------ | ------------ | ------------- | ------------- |
|                | Joseph Gheusi  | PRRRS          | 8 673        | 44,75        | 9 859         | 49,60         |
|                | Vincent Auriol | SFIO           | 6 323        | 32,63        | 9 977         | 50,19         |
|                | Deffes         | ALP            | 4 377        | 22,59        |               |               |
|                | Divers         | Divers         | 7            | 0,04         | 41            | 0,21          |
|                |                |                |              |              |               |               |
| Inscrits       | Inscrits       | Inscrits       | 24 882       | 100,00       | 24 886        | 100,00        |
| Votants        | Votants        | Votants        | 19 949       | 80,17        | 20 318        | 81,64         |
| Abstention     | Abstention     | Abstention     | 4 933        | 19,83        | 4 568         | 18,36         |
| Blancs et nuls | Blancs et nuls | Blancs et nuls | 367          | 1,84         | 441           | 2,17          |
| Exprimés       | Exprimés       | Exprimés       | 19 380       | 97,15        | 19 877        | 97,83         |

### Arrondissement de Saint-Gaudens

#### 1recirconscription
| Candidats      | Candidats        | Étiquette      | Premier tour | Premier tour | Deuxième tour | Deuxième tour |
| Candidats      | Candidats        | Étiquette      | Voix         | %            | Voix          | %             |
| -------------- | ---------------- | -------------- | ------------ | ------------ | ------------- | ------------- |
|                | Laurent Cazassus | PRRRS          | 4 679        | 39,48        | 6 523         | 53,94         |
|                | Daure            | FR             | 4 028        | 33,99        | 5 569         | 46,06         |
|                | Ducos            | PRRRS          | 1 708        | 14,41        |               |               |
|                | Fontaniles       | SFIO           | 1 437        | 12,12        |               |               |
|                |                  |                |              |              |               |               |
| Inscrits       | Inscrits         | Inscrits       | 15 111       | 100,00       | 15 111        | 100,00        |
| Votants        | Votants          | Votants        | 12 048       | 79,73        | 12 441        | 82,33         |
| Abstention     | Abstention       | Abstention     | 3 063        | 20,27        | 2 670         | 17,67         |
| Blancs et nuls | Blancs et nuls   | Blancs et nuls | 196          | 1,63         | 349           | 2,81          |
| Exprimés       | Exprimés         | Exprimés       | 11 852       | 98,37        | 12 092        | 97,19         |

#### 2ecirconscription
| Candidats      | Candidats      | Étiquette           | Premier tour | Premier tour |
| Candidats      | Candidats      | Étiquette           | Voix         | %            |
| -------------- | -------------- | ------------------- | ------------ | ------------ |
|                | Joseph Ribet   | Radical indépendant | 7 921        | 54,67        |
|                | Abeille        | PRRRS               | 6 568        | 45,33        |
|                |                |                     |              |              |
| Inscrits       | Inscrits       | Inscrits            | 18 957       | 100,00       |
| Votants        | Votants        | Votants             | 14 692       | 77,50        |
| Abstention     | Abstention     | Abstention          | 4 265        | 22,50        |
| Blancs et nuls | Blancs et nuls | Blancs et nuls      | 203          | 1,38         |
| Exprimés       | Exprimés       | Exprimés            | 14 489       | 98,62        |

### Arrondissement de Toulouse

#### 1recirconscription
| Candidats      | Candidats      | Étiquette      | Premier tour | Premier tour | Deuxième tour | Deuxième tour |
| Candidats      | Candidats      | Étiquette      | Voix         | %            | Voix          | %             |
| -------------- | -------------- | -------------- | ------------ | ------------ | ------------- | ------------- |
|                | Albert Bedouce | SFIO           | 7 733        | 45,52        | 8 588         | 50,40         |
|                | Eydoux         | PRRRS          | 6 275        | 36,93        | 5 976         | 35,07         |
|                | Boutié         | Droite         | 2 932        | 17,26        | 2 471         | 14,50         |
|                | Divers         | Divers         | 50           | 0,29         | 3             | 0,02          |
|                |                |                |              |              |               |               |
| Inscrits       | Inscrits       | Inscrits       | 25 199       | 100,00       | 25 199        | 100,00        |
| Votants        | Votants        | Votants        | 17 364       | 68,91        | 17 280        | 68,57         |
| Abstention     | Abstention     | Abstention     | 7 835        | 31,09        | 7 919         | 31,43         |
| Blancs et nuls | Blancs et nuls | Blancs et nuls | 374          | 2,15         | 242           | 1,40          |
| Exprimés       | Exprimés       | Exprimés       | 16 990       | 97,85        | 17 038        | 98,60         |

#### 2ecirconscription
| Candidats      | Candidats            | Étiquette      | Premier tour | Premier tour | Deuxième tour | Deuxième tour |
| Candidats      | Candidats            | Étiquette      | Voix         | %            | Voix          | %             |
| -------------- | -------------------- | -------------- | ------------ | ------------ | ------------- | ------------- |
|                | Antoine Ellen-Prévot | SFIO           | 8 644        | 49,80        | 9 752         | 53,56         |
|                | Feuga                | PRRRS          | 7 938        | 45,73        | 8 453         | 46,42         |
|                | Dumont               | PRS            | 724          | 4,17         |               |               |
|                | Divers               | Divers         | 51           | 0,29         | 3             | 0,02          |
|                |                      |                |              |              |               |               |
| Inscrits       | Inscrits             | Inscrits       | 25 181       | 100,00       | 25 181        | 100,00        |
| Votants        | Votants              | Votants        | 17 939       | 71,24        | 18 500        | 73,47         |
| Abstention     | Abstention           | Abstention     | 7 242        | 28,76        | 6 681         | 26,53         |
| Blancs et nuls | Blancs et nuls       | Blancs et nuls | 582          | 3,24         | 292           | 1,58          |
| Exprimés       | Exprimés             | Exprimés       | 17 357       | 96,76        | 18 208        | 98,42         |

#### 3ecirconscription
| Candidats      | Candidats      | Étiquette      | Premier tour | Premier tour | Deuxième tour | Deuxième tour |
| Candidats      | Candidats      | Étiquette      | Voix         | %            | Voix          | %             |
| -------------- | -------------- | -------------- | ------------ | ------------ | ------------- | ------------- |
|                | Jean Cruppi    | PRRRS          | 5 888        | 40,48        | 7 294         | 51,36         |
|                | Bellet         | ALP            | 4 798        | 32,98        | 6 904         | 48,61         |
|                | Rieux          | SFIO           | 3 487        | 23,97        |               |               |
|                | Denjean        | PRS            | 374          | 2,57         |               |               |
|                | Divers         | Divers         |              |              | 4             | 0,03          |
|                |                |                |              |              |               |               |
| Inscrits       | Inscrits       | Inscrits       | 17 441       | 100,00       | 17 441        | 100,00        |
| Votants        | Votants        | Votants        | 14 547       | 83,41        | 14 727        | 84,44         |
| Abstention     | Abstention     | Abstention     | 2 894        | 16,59        | 2 714         | 15,56         |
| Blancs et nuls | Blancs et nuls | Blancs et nuls | 0            | 0,00         | 525           | 3,56          |
| Exprimés       | Exprimés       | Exprimés       | 14 547       | 100,00       | 14 202        | 96,44         |

### Arrondissement de Villefranche
| Candidats      | Candidats         | Étiquette      | Premier tour | Premier tour |
| Candidats      | Candidats         | Étiquette      | Voix         | %            |
| -------------- | ----------------- | -------------- | ------------ | ------------ |
|                | Pierre Bélinguier | PRRRS          | 6 832        | 50,99        |
|                | Henri Auriol      | ALP            | 6 567        | 49,01        |
|                |                   |                |              |              |
| Inscrits       | Inscrits          | Inscrits       | 15 200       | 100,00       |
| Votants        | Votants           | Votants        | 13 617       | 89,59        |
| Abstention     | Abstention        | Abstention     | 1 583        | 10,41        |
| Blancs et nuls | Blancs et nuls    | Blancs et nuls | 218          | 1,60         |
| Exprimés       | Exprimés          | Exprimés       | 13 399       | 98,40        |